# 馬禮樂
馬禮樂（英語：Jeremy Charles Henry Marriott，1934年8月7日—2024年3月12日），香港商界人士及前英國殖民地官員，曾任大埔及荃灣理民官。

## 生平

### 早期生涯
馬禮樂於1934年8月在英国伦敦马里波恩出生，其後於劍橋大學取得文學碩士學位後，於1958年12月加入香港政府任二級官學生（Cadet Officer II），並任輔政司署助理輔政司（Assistant Secretary, Colonial Secretariat）。他於1959年7月升任為政務官，並於翌年1月出任副大埔理民官。期間，他曾在理民府華樂庭剛離任返英度假、陸端走馬上任時，代替正理民官赴大埔七區拜年，並講述沙田及大埔的新市鎮發展計劃若要成功，當地的村民必須合作才能達成。其後，他於1962年2月離任，並於同年8月起返回輔政司署再度出任助理輔政司，至1966年2月離任返英度假。
1966年10月，他晉升為高級政務官，並於翌月升任助理輔政司（Assistant Colonial Secretary），兼任兩局書記一職。1967年1月至4月間，他短暫回任輔政司署助理輔政司，並於同年4月升任為荃灣理民官及晉升為首長級丙級政務官。馬氏在任荃灣理民府僅八個月，但他仍積極於荃灣三區的發展，包括允納改善青衣島基建的訴求，提倡在青衣開闢首個游泳池、舉行荃灣郊野植樹活動、以及在馬灣興建留產所等。

### 大埔理民官
1967年12月，馬禮樂轉任大埔理民官。在任期間，他亦一如前任般接受轄區村民對改善基建、交通和衛生的訴求。部分較突出的處理事項包括馬鞍山村村民投訴礦場爆炸聲擾民及阻礙水源而要求遷村，馬禮樂起初認為這並不構成遷村理由，後來在村民集體前往理民府投訴時才答允處理。
另外，由於港府在開發沙田新市鎮及開闢西沙公路的進度皆停留於規劃階段，以致沙田的擠塞問題和西貢北約的交通依然不便，馬禮樂保證兩項計劃在其任內能動工。兩項計劃的工期最終延誤，港府延遲至1972年及才開始建設沙田新市鎮，西沙路的第一期工程（大環－企嶺下舊圍）在1970年4月才正式動工。就安置居於船灣的艇戶方面，馬禮樂任內港府在下坑撥出官地，由大埔理民府提供公共建設，於1969年建成愛德村安置艇戶。1970年4月，馬禮樂離任返英度假，此後脫離香港政府的公務員行列。翌年，他曾在英國投稿至香港的報章評述港府對新界的施政，在當中以「停留在半世紀前一樣與世隔絕」形容吉澳，結果被當地的村代表去信《華僑日報》及《工商日報》認為其描述失實。

### 香港興業
馬禮樂在其後再度返港，加入香港興業任職執行董事，負責主理該公司發展愉景灣的事宜。1989年，馬禮樂歡迎港府推行香港機場核心計劃，認為該計劃有助愉景灣的住宅發展，包括建設連接愉景灣至大嶼山北岸的公路。

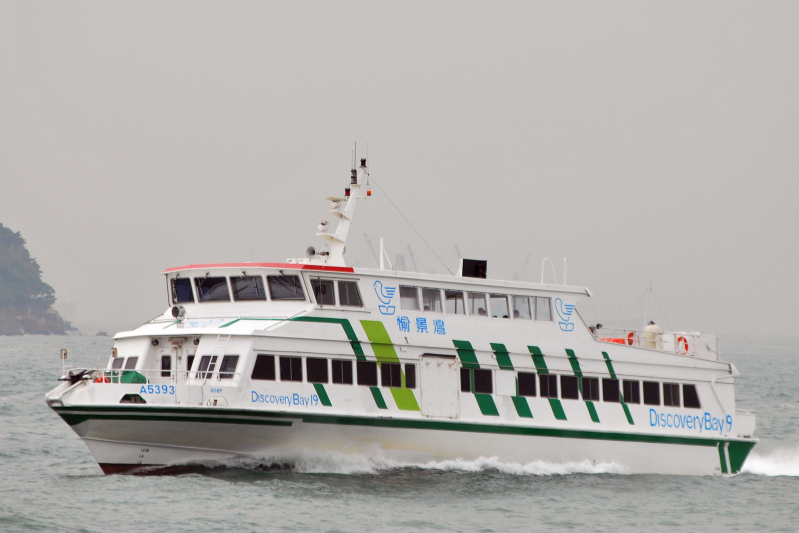
愉景灣航運的營運一直為愉景灣內的話題

1990年，香港興業宣布將會增加愉景灣航運的船費，增幅達70%之多，引發愉景灣居民抗議。馬禮樂指責抗議的人士散佈不實資訊，並指出營運渡輪服務的成本高昂，自1982年開辦起已虧損超過三千萬，若不再加價將會無法維持。香港興業其後將加幅降低，並向港府申請航線專營權，以減低基建開支及令票價調整問題改由政府而非發展商處理。然則，港府截至1992年仍未處理他們的申請，令馬禮樂在該年度的國際海事會議上指出，小型渡輪運營商長期以來受到政府的歧視，並指責政府只聽取專營權公司的意見。
另外，馬禮樂亦關注中區填海計劃及北大嶼山發展計劃對愉景灣航線造成的影響。1994年，馬禮樂指出船隻因需要避開填海區及西區海底隧道周圍的疏浚和建築工程，令航行空間被嚴重壓縮，從而增加船隻互相交叉的機率，危及航海安全。翌年，他反對港府擬議在交椅洲及竹篙灣填海興建十號及十一號貨櫃碼頭的計劃，認為該計劃將進一步縮減航行空間，增加船隻碰撞的風險，因此呼籲政府修改計劃。1996年，他指出政府「矇騙」議員及公眾，誇大北大嶼山港口發展的需要。
在開發對外道路方面，港府在1994年批准愉景灣興建連接北大嶼山與愉景灣的愉景灣隧道的提議。其後，在經過測試隧道路線地質情況的鑽探後，《愉景灣隧道及連接道路條例》於1997年被提上立法局審議。馬禮樂代表香港興業解答議員的問題，議案亦在同年6月獲通過。1998年1月，馬禮樂突然宣布離任香港興業執行董事一職，此消息曾引起愉景灣區內的震驚。此後，他於同年4月正式離任香港興業。

### 個人生活
馬禮樂已婚，他在2024年3月12日逝世，終年89歲。